# Paisie al Albaniei
Paisie al Albaniei (născut Vodica Pashko; n. 1881, Q13047671⁠(d), Albania – d. 4 martie 1966, Tirana, Albania) a fost întâistătătorul Bisericii Ortodoxe Albaneze din 1949 până în 1966.
Fiul său a fost politicianul comunist Josif Pashko⁠(en)[traduceți].